# Kofta

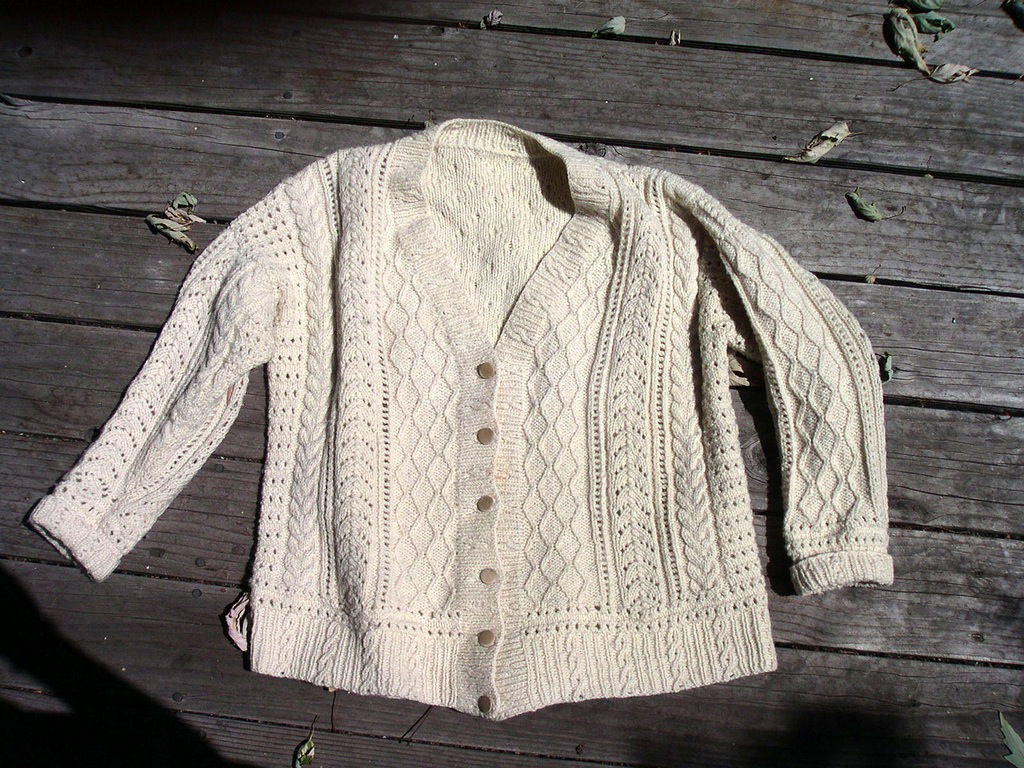
Kofta

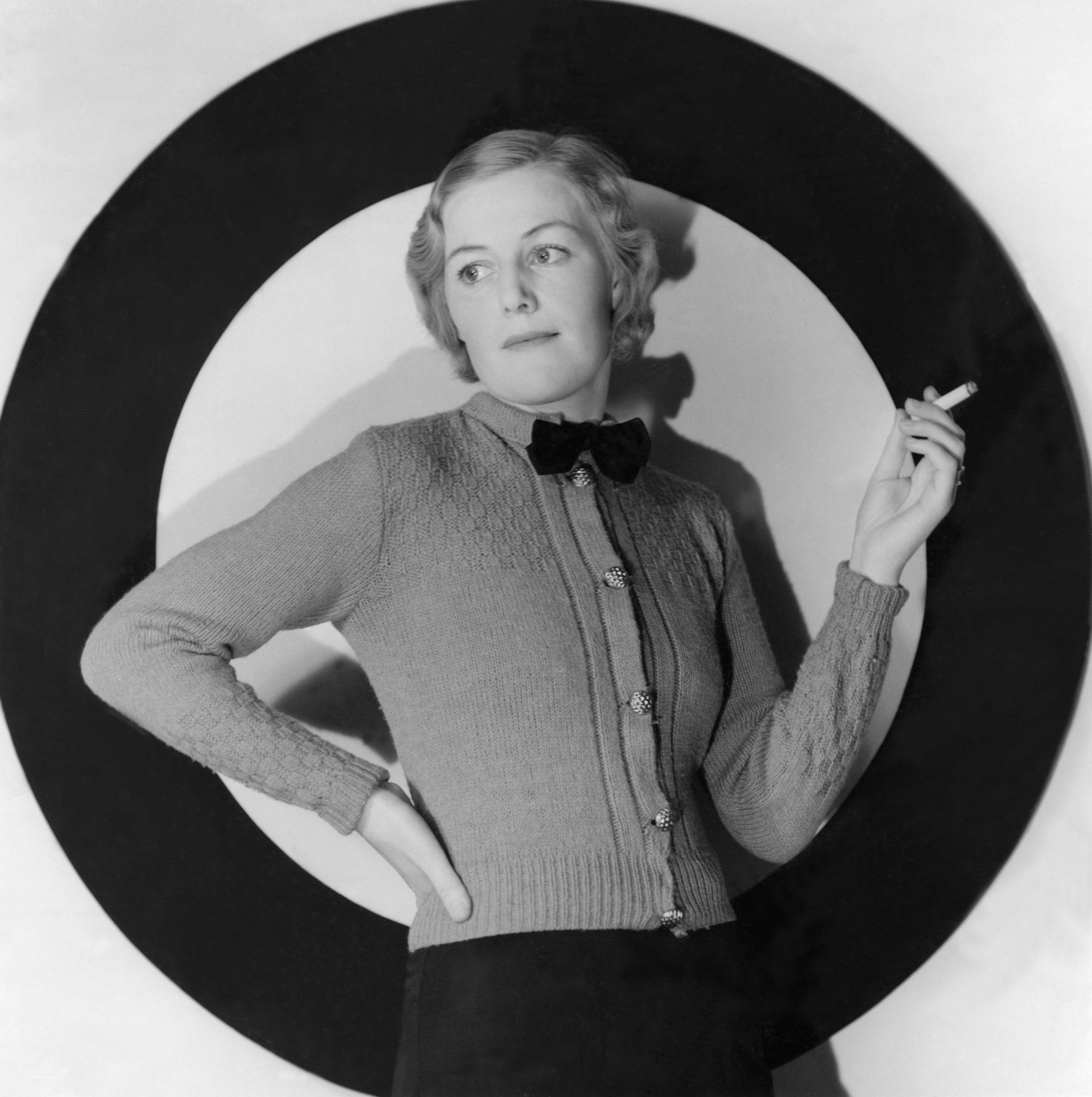
Stickad kofta 1940-50-tal.

Kofta (ryska kaftan) är en typ av stickad jacka med  knäppning eller häktning framtill. Ordet kofta är belagt sedan 1500-talet, som överplagg för kvinnor har koftor varit i bruk sedan 1600-talet. Trikåstickade koftor kom i bruk på 1800-talet.

## Cardigan
Cardigan är en rak, långärmad, höftlång stickad kofta med knäppning fram. Den har påsydda fickor, är oftast V-halsad och vanligen raglanskuren. Ursprungligen var plagget en militärjacka av borstad, stickad ull med kantningar av päls, buren av den engelska lätta kavalleribrigaden under Krimkriget (1853–1856). Plagget fick sitt namn efter härföraren, sjunde earlen av Cardigan, James Thomas Brudenell (1797–1868), som var anförare vid den beryktade "dödsritten" under slaget vid Balaklava den 25 oktober 1854.
På 1900-talet användes den kraglösa modellen som sportjacka, och blev populär att sticka hemma; det utseende cardigan har idag fick den på 1920-talet. Bland annat Chanel lanserade cardigan, i jersey, som dräktjacka 1926. Cardigan var stort mode i början av 1960-talet tack vare musikalen My Fair Lady, ofta kallad "Higginskofta" (1960).